# Umberto Pettinicchio
Umberto Pettinicchio (Torremaggiore, 3 de juny de 1943) va ser un pintor italià. Va destacar com a autor de temes expressionista.
Pettinicchio és un italià expressionista artista de la Pulla al sud d'Itàlia. Ell va néixer el 1943 i es va traslladar a Milà, on va tenir la seva primera exposició el 1969.
Umberto Pettinicchio es va formar a l'Acadèmia Brera i el 1969 va començar a exposar en les seves primeres exposicions individuals, fins i tot a la Nuova Sfera, Milà, 1973 (comissariada per Carlo Munari), el 1977 al Tríptic de Roma, el 1974 a Il Castello Milano, el 1975 (editat per Raffaele De Grada). El 1976 Pettinicchio obre el seu estudi de Milà a via Bolzano, on produirà algunes de les seves importants obres amb què aconsegueix la fama internacional.
Als anys 80 va estar sempre present a les exposicions més importants (al Salotto di Como el 1980, a Il Castello di Milano el 1981, a Il Mercante di Milano el 1982), enriquint-se també amb importants exposicions espanyoles (Sargadelos, Barcelona, 1982, Piquio, Santander, 1982, a la VIII Biennal de Madrid, 1983).

## Museus
Les obres d'Umberto Pettinicchio s'exhibeixen en diversos museus, entre ells el Museu de Belles Arts d'Astúries, Museo de Arte Moderno y Contemporáneo de Santander y Cantabria, etc.

## Estil artístic
Diversos crítics d'art va escriure sobre ell, recordem: Roberto Sanesi, Anna Maria Carpi, Franz Sartori, GBMagistri, Domenico Cara, Dino Villani, Mario Monteverdi, Davide Lajolo, Romualdo Di Pietro, Vittorio Sgarbi, Ugo Franzolin, Pedro Fiori, Carlo Munari, Raffaele de Graderia, Vito Apuleius, Giorgio Seveso, Flaminio Gualdoni, Birgitt Shola Starp, Iaiolo, Annamaria Carpi, Olghina de Robhilant, Arminio, Damaso Lopez Carcia, Cara, Javier Baron Thaidigsmann, Zamanillo, Pedro Fiori i molts altres.
L'artista Umberto Pettinicchio sovint s'ha ocupat de la figura humana en la seva investigació pictòrica, inicialment amb un estil expressionista. Posteriorment, el seu estil pictòric es torna cada vegada més abstracte fins a arribar finalment a l'Informal. De la figura només en queda una aparença vagament perceptible, mentre que, des d'un punt de vista formal, tot està distorsionat en els gestos pictòrics de l'artista. El gest de Pettinicchio trenca els plans dimensionals i transforma la figura humana en una matèria informe marcada per grans traços negres. La realitzada per Pettinicchio sembla una mena d'operació brutalista en la línia d'un Jean Dubuffet, però mentre els francesos van donar molta més importància al tema, el nostre artista ho resol tot a través de la redacció pictòrica.
Si en el procés artístic Pettinicchio tracta la ferida de l'home amb una pulsació expressionista capaç de descodificar el nostre temps en la relació d'aberració entre l'equilibri natural i els verins de la màquina, en el retrat la seva mirada empàtica llegeix les trames en el cas territorial del nostre vestit existencial.

## Exposicions d'art
Ha participat en diverses exposicions a Espanya (Barcelona, Madrid, Santiago de Compostel·la, Santander, Bilbao, Cantàbria, Astúries, Avilés, etc.), Londres, Nova York, Miami, i als Estats Units, Milà, Roma, Venècia, Suïssa, Alemanya, etc.
1969 
- Galleria "Sassetti", Milà

1972 
- Galleria "Arte 16", Milà
- 52° Mostra Annuale d'Arte della regione Lombardia, "La Permanente", Milà

1973 
- Galleria "Dotta", Savona
- Galleria "La Nuova Sfera", Milà

1974 
- Galleria "Il Trittico", Roma

1975 
- Galleria "Già Galeazzo", Milà
- Galleria "Il Castello", Milà

1975 
- Galleria "La Cupola", Pàdua

1976 
- Galleria "Visconte", Lecco, Lago di Como
- Galleria "Magenta", Brescia
- Galleria "Grappolo", Sesto S.Giovanni Milà

1977 
- Galleria "Nuova Sfera", Milà
- Galleria "Saletta Internazionale", Biella, Vc

1978 
- Galleria "Il Triangolo", Pantigliate, Milà
- Galleria "La Viscontea", Rho, Milà

1979 
- "Art Gallery", Marina di Carrara, Ms
- Galleria "Studio 13", La Spezia
- Citibank, Roma

1980 
- Galleria "Il Salotto", Como

1981 
- Galleria "Il Castello", Milà
- Galleria "9 Colonne", Trento
- Galleria "Domus Barbara", Locarno, Suïssa

1982 
- Museo "Pagani", Milà - "Scultura all' aperto"
- Galleria "Sargadelos", Barcelona, Espanya
- Galleria "Piquio", Santander, Espanya
- Galleria "Sargadelos", Santiago de Compostel·la, Espanya
- Galleria "9 Colonne", Bolonya
- Galleria "Il Mercante", Milà
- Galleria "El Estudio de Tristan", Cantàbria, Espanya
- 8° Bienal Internacional del Deporte en las Bellas Artes de Madrid, Espanya
- Museo de Arte Moderno y Contemporáneo de Santander y Cantabria, Santander, Espanya

1983 
- Museo de Bellas Artes de Asturias, Espanya
- Casa de la Cultura de Avilés, Espanya
- Arteder '83, Bilbao, Espanya
- Galleria "Nicanor Pinole Gijon", Espanya
- Galleria "Sargadelos", Madrid, Espanya

1984 
- Studio "Pettinicchio", Milano - "Installazione Amodale"
- Spazio "Open Art", Milano - "Ipotesi-Iperconfine"
- Spazio Comunale "Giorgella", Corsico, Milà

1985 
- Fiera dell'Arte, "Spazio Artecultura", Bolonya
- Galleria "9 Colonne", Bergamo - "Il libro d'artista"

1986 
- Galleria "Radice", Lissone, Milà - "La caduta del corpo"

1987 
- Galleria "Radice", Lissone, Milà - "Sculture"

1989 
- Spazio "Harta", Casatenovo, Lc, Lago di Como - "L'attraversamento del corpo- retrospettiva"

1990 
- Spazio "Bonnard", Le Cannet Nizza, França

1991 
- Galleria "Artecultura", Milà - "Frammenti di percorso"
- Comune di Lesmo, Lesmo, Milà - "Oltre il relitto dei segni"

1992 
- Centro Polimediale "Bloom", Mezzago, Milà
- Centro Culturale "La Filanda", Verano Bz., Milà - Collettiva
- Comune Di Lecce, Lecce

1993 
- Studio "Spaggiari", Milà - "Corpi di pittura"
- Monte dei Pegni, Marcianise, Ce

1996 
- "Al Fungo", Gemona del Friuli, Ud
- Sede "Artecultura", Milà - "Ri-trattando Pasolini"
- Galleria "Sargadelos", Milà - Mostra di ritratti

1997 
- Sala Civica di Villa Facchi, Casatenovo, Lc - Retrospettiva
- Associazione Sala di Cultura "De Luca", Belluno

1998 
- Sala Civica di Villa Facchi, Casatenovo, Lc, Lago di Como - "La parola e l'arte

1999 
- Open Art Cafè, Lissone, Milà - "L'altra immagine"
- Sala Civica di Villa Facchi, Casatenovo, Lc - "Forma e pensiero"

2000 
- Associazione "Arcadia", Monza, Milà - "I materici"
- Teatro Lirico, Assisi, Pg - "Tra arte e spiritualità"

2001 
- Arteexpò, Monza, Milà
- Galleria "Vita d'Arte", "L'officina dell'arte", Orzinuovi, Bs
- Pettinicchio, Leo Burnett, amb el fotògraf Steve McCurry, Losanna, Suïssa

2013
- Umberto Pettinicchio, "Metafore poetiche", Viganò Brianza, LC, Lago di Como

2014
- Umberto Pettinicchio, "Metafore poetiche", Viganò Brianza, LC, Lago di Como

2015
- "Umberto Pettinicchio, Spogliazioni 1977-1999, il corpo prigione dell'anima", Banca BCC, Lesmo, MB